# Плавание на летних Олимпийских играх 1896
Соревнования по плаванию на I летних Олимпийских играх прошли 11 апреля. Участвовали спортсмены из четырех стран, которые соревновались в четырёх дисциплинах. Все заплывы проходили в открытой гавани Зея неподалёку от Афин.

## Медали

### Общий медальный зачёт
(Жирным выделено самое большое количество медалей в своей категории; принимающая страна также выделена)
| Общее количество медалей |         |        |         |        |       |
| Место                    | Страна  | Золото | Серебро | Бронза | Всего |
| 1                        | Венгрия | 2      | 0       | 0      | 2     |
| 2                        | Греция  | 1      | 3       | 2      | 6     |
| 3                        | Австрия | 1      | 1       | 0      | 2     |

### Медалисты
| Дисциплина                         | Золото                   | Серебро                 | Бронза                   |
| 100 м вольным стилем               | Альфред Хайош Венгрия    | Отто Хершман Австрия    | —                        |
| 500 м вольным стилем               | Пауль Нойман Австрия     | Антониос Пепанос Греция | Эфстатиос Хорафас Греция |
| 1200 м вольным стилем              | Альфред Хайош Венгрия    | Иоаннис Андреу Греция   | —                        |
| 100 м вольным стилем среди моряков | Иоаннис Малокинис Греция | Спиридон Хасапис Греция | Димитриос Дривас Греция  |

## Страны
В соревнованиях приняло участие 13 спортсменов из четырех стран:
- Австрия (2)
- Венгрия (1)
- Греция (9)
- США (1)